# Eupithecia phoebe
Eupithecia phoebe är en fjärilsart som beskrevs av Claude Herbulot 1987. Eupithecia phoebe ingår i släktet Eupithecia och familjen mätare. Inga underarter finns listade i Catalogue of Life.